# Markoye
Markoye è un dipartimento del Burkina Faso classificato come comune, situato nella provincia di Oudalan, facente parte della Regione del Sahel.
Il dipartimento si compone del capoluogo e di altri 26 villaggi: Bôm, Dambam I, Dambam II. Darkoye-Wara-Wara, Deibanga-Tafororat, Deibanga-Timbossosso, Goungam, Ichagarnine, Idamossen, Iklan-Idamossen, Iklan-Oudalan, Inawas, Kel-Arabo, Kel-Tafadès, Kel-Tamisgueit, Konsi, Kouna, Salmossi, Tambao, Tandabatt, Tandiollel, Tin-Agadel, Tin-Zonbaraten, Tokabangou, Tollel–Kaya e Weldé-Tondobanda.